# Hadja Diaka Diakité
Pour les articles homonymes, voir Diakité.
Hadja Djaka Diakité est une femme politique guinéenne.

## Carrière professionnelle
Elle est ministre de l'Action sociale, de la Promotion féminine et de l'Enfance dans le gouvernement gouvernement Said Fofana 1 du 8 octobre 2012 au 15 janvier 2014. 